# Ungulani Ba Ka Khosa
Ungulani Ba Ka Khosa – pseudonyme de Francisco Esaú Cossa – , né le 1er août 1957 à Inhaminga (pt), dans la province de Sofala, au centre du Mozambique, est un enseignant et écrivain mozambicain, auteur de romans et de contes. Son œuvre majeure est Ualalapi, classé parmi les « 100 meilleurs romans africains du XXe siècle ».

## Biographie
Fils d'une mère d'origine Sena et d'un père Shanga, des parents dits « assimilés », tous deux infirmiers, il a le portugais pour langue maternelle.
Après sa scolarité primaire à Inhaminga, Francisco Esaú Cossa effectue ses études secondaires dans la province de Zambézie. En 1968, à l'âge de 11 ans, il se soumet à un rite de passage au cours duquel il reçoit le nom de son grand-oncle, Hungulani Ba Ka Khosa Banhinhgue, dont il tirera par la suite son pseudonyme d'écrivain.
En 1977, grâce à une bourse, il se rend à Maputo pour recevoir une formation accélérée d'enseignant. En 1978 il est envoyé à Lichinga dans la province de Niassa pour donner des cours dans les camps de rééducation. Là il est témoin des violences perpétrées envers les détenus par le jeune État mozambicain. 

Pendant cette période, il mène une vie assez solitaire, au cours de laquelle il commence à écrire. En 1980 il retourne à Maputo où il suit une formation pour devenir professeur d'historire-géographie dans l'enseignement secondaire. Il publie sa première nouvelle en 1982, l'année où est fondée l'Association des écrivains mozambicains (AEMO). Il collabore ensuite à l'éphémère revue littéraire Charrua.

## Œuvre
- Ualalapi: Fragments from the End of Empire, 1987
- Orgia dos Loucos, 1990
- Histórias de Amor e Espanto, 1999
- No Reino dos Abutres, 2002
- Os sobreviventes da noite, 2007
- Choriro, 2009;
- Entre as Memórias Silenciadas, 2013
- O Rei Mocho, 2016
- Orgia dos Loucos, 2016
- Cartas de Inhaminga, 2017
- Gungunhana , 2018

## Distinctions
- 1990 : Grand Prix de la fiction narrative mozambicaine (Grande Prémio de Ficção Narrativa Moçambicana) pour Ualalapi [5]
- 2007 : Prix José Craveirinha de littérature pour Os sobreviventes da noite
- 2014 : Grand-officier de l'ordre de l'Infant Dom Henri[6]
- 2018 : Prix José Craveirinha de littérature pour l'ensemble de son œuvre[7]..